# Mariental (Namibia)
 For alternative betydninger, se Mariental. (Se også artikler, som begynder med Mariental)
Mariental er en by i den centrale del af Namibia, med et indbyggertal på cirka 13.000. Byen blev grundlagt i 1894 og er hovedstad i regionen Hardap.
24°38′S 17°58′Ø / 24.633°S 17.967°Ø
- Wikimedia Commons har flere filer relateret til Mariental (Namibia)